# Ďanová
Ďanová (em húngaro: Deánfalva) é um município da Eslováquia, situado no distrito de Martin, na região de Žilina. Tem 7,66 km² de área e sua população em 2018 foi estimada em 566 habitantes.

## Demografia
| Ano:        | 1994 | 2004   | 2014    | 2024   |
| ----------- | ---- | ------ | ------- | ------ |
| Broj ljudi: | 474  | 488    | 559     | 554    |
| Razlika:    |      | +2,95% | +14,54% | -0,89% |

| Ano:               | 2023 | 2024   |
| ------------------ | ---- | ------ |
| Número de pessoas: | 562  | 554    |
| Diferença:         |      | -1,42% |